# Taraxacum xanthostigma
Taraxacum xanthostigma là một loài thực vật có hoa trong họ Cúc. Loài này được H.Lindb. miêu tả khoa học đầu tiên.